# Son odeur après la pluie
Son odeur après la pluie est un roman de Cédric Sapin-Defour publié en 2023 aux éditions Stock.
Succès surprise de l'année 2023, le roman explore les liens qui unissent le narrateur et son chien Ubac, un bouvier bernois, durant leur treize années de vie commune, et le deuil du premier après la mort du second.

## Résumé

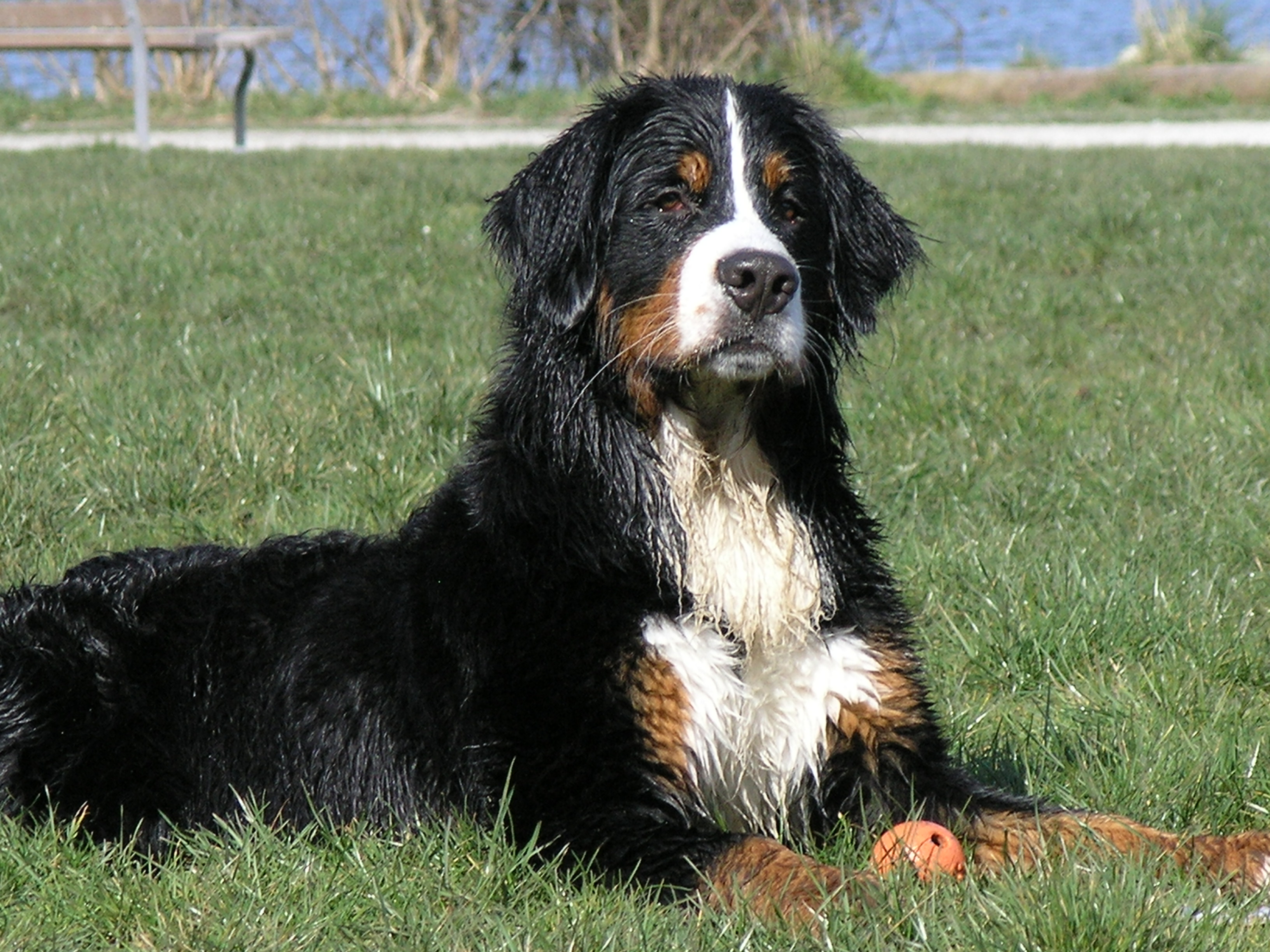
Un bouvier bernois, race du chien présent dans le roman.

## À propos du roman
Tiré à l'origine à 4 800 exemplaires mars 2023, le roman comptait plus de 300 000 exemplaires vendus en novembre de la même année, faisant du roman l'un des succès surprises de 2023. Pour ce roman, Cédric Sapin-Defour reçoit le trophée de l’auteur de l’année 2024, remis par le magazine Livres Hebdo. En 2025, les ventes grand format atteignaient les 400 000 exemplaires. Et 250 000 pour le format poche.
Le livre est traduit en une vingtaine de langues. Des adaptations bande dessinée par José Luis Munuera, sortie en mai 2025, cinéma et théâtre sont en cours.
Le livre se hisse à la 13e place du classement des meilleurs livres de l'année 2023, établie par les lecteurs de Télérama.

## Réception critique
Le Monde évoque la « très grande beauté de ce roman d’amour d’un nouveau genre », portée par une langue « vibrante, extrêmement ciselée », une « syntaxe classique de moraliste au cœur bouillant, qui heurte magnifiquement la phrase et sa structure, restituant cette émotion tonitruante : une vie qui fait irruption dans la nôtre et lui devient indispensable ». Libération parle d'un roman qui n'a « rien de mièvre ni de bébête ». Jérôme Garcin, dans Le Nouvel Obs, évoque un « récit tendre et griffu », « merveilleusement écrit ». Sud Ouest qualifie le livre de « merveilleux ». Marianne évoque une « ode alerte et sensible au lien indéfectible entre homme et animal ».